# Acmena
Acmena (em grego: "abundante") é um género botânico de arbustos e pequenas árvores da família das Myrtaceae, nativas da Austrália e da Malásia.